# Синьоре, Виктор
Викто́р Антуа́н Синьоре́ (фр. Victor Antoine Signoret; 6 апреля 1816 года, Париж — 3 апреля 1889 года, там же) — французский врач и энтомолог, известен работами по систематике насекомых из подотряда цикадовых (Hemiptera — Homoptera).

## Биография
Виктор Синьоре родился в Париже в 1816 году в семье врача и владельца крупной аптеки. Пойдя по стопам отца, он получил лицензию фармацевта в 1843 и звание доктора медицины в 1845 году. Занятия естественной историей пробудили у него интерес к энтомологии, в первую очередь к жесткокрылым, и уже в 1843 году Синьоре стал членом Энтомологического общества Франции с 1843 года. В ходе поездок в Италию, Грецию, Турцию и Малую Азию он собрал большую коллекцию, но позже основным объектом его внимания стали полужесткокрылые.
Синьоре избирался председателем Энтомологического общества Франции в 1861 и 1883 годах и являлся почётным членом Королевского энтомологического общества Лондона с 1881 года. Он активно занимался благотворительностью, в частности открыв в собственном доме больницу на несколько коек.
Синьоре умер в 1889 году в Париже. В его честь коллегами-энтомологами названы несколько видов надсемейства Coccoidea.

## Вклад в науку
Синьоре известен как один из первых крупных авторитетов по полужесткокрылым, в первую очередь специализировавшийся на кокцидах. Важную роль в науке сыграли его исследования виноградной филлоксеры, однако в полемике с Ж.-Э. Планшоном и Ч. Райли, считавшими филлоксеру виновницей болезней виноградной лозы, Синьоре отстаивал оказавшуюся неверной точку зрения, согласно которой филлоксера нападает только на уже больные растения.
Объектами исследований Синьоре в равной степени становились как экзотические виды, так и европейские полужесткокрылые. Помимо этого, среди его известных работ — обзор настоящих кузнечиков. В последние годы жизни, борясь с тяжёлой болезнью, лишившей его возможности передвигаться, Синьоре работал над трудом, посвящённым земляным щитникам. Собранные им коллекции жесткокрылых и полужесткокрылых были приобретены Венским императорским музеем.

## Труды
- «Revue iconographique des Tettigonides» (11 ч., Париж, 1853—1855);
- «Faune des Hémiptères de Madagascar» (П., 1860);
- «Essai sur les Cochenilles ou Gallinsectes» (18 ч., П., 1868—1876);
- «Revision du groupe des Cydnides» (13 ч., П., 1881—84).